# Robert Lefkowitz
Robert Lefkowitz est un médecin et un biochimiste universitaire américain né le 15 avril 1943 à New York. Il est co-lauréat du prix Nobel de chimie 2012 avec Brian Kobilka pour son travail sur les récepteurs couplés aux protéines G.

## Biographie
Robert Lefkowitz est né le 15 avril 1943 dans le Bronx, à New York, de parents juifs Max et Rose Lefkowitz dont les familles avaient émigré de Pologne aux États-Unis à la fin du XIXe siècle,.
Après avoir obtenu son diplôme de la Bronx High School of Science en 1959, il a fréquenté le collège Columbia où il a obtenu un baccalauréat ès arts en chimie en 1962.
Il est diplômé du Columbia University College of Physicians and Surgeons en 1966 avec un diplôme de médecine. Après avoir effectué un stage et un an de résidence en médecine générale au Collège des médecins et chirurgiens, il a été associé clinique et de recherche aux National Institutes of Health de 1968 à 1970.

## Carrière
Il termine son internat puis ses formations en recherche et clinique en 1973. Il est nommé professeur adjoint de médecine et professeur adjoint de biochimie au Duke University Medical Center. En 1977, il est promu professeur de médecine et en 1982, professeur de médecine James B. Duke à l'université Duke. Il devient aussi professeur de biochimie et professeur de chimie. Il est chercheur au Howard Hughes Medical Institute depuis 1976 et chercheur établi de l'American Heart Association de 1973 à 1976.
Lefkowitz étudie la biologie des récepteurs et la transduction du signal. Il est surtout connu pour ses caractérisations détaillées de la séquence, de la structure et de la fonction des récepteurs β-adrénergiques et apparentés et pour la découverte et la caractérisation des deux familles de protéines qui les régulent, les kinases des récepteurs couplés aux protéines G et les β-arrestines.
En 2007, il reçoit une National Medal of Science for his discovery of the seven transmembrane receptors, deemed the largest, most versatile, and most therapeutically accessible receptor signaling system, and for describing the general mechanism of their regulation, influencing all fields of medical practice, « pour sa découverte des récepteurs à sept domaines transmembranaires, considérés comme les plus grands systèmes récepteurs, les plus polyvalents et le plus accessibles à une signalisation thérapeutique, et pour avoir décrit le mécanisme général de leur régulation, influençant tous les domaines de la pratique médicale »,. Il reçoit le prix Nobel de chimie 2012 avec Brian Kobilka pour son travail sur les récepteurs couplés aux protéines G..

## Recherches
Lefkowitz a apporté une contribution remarquable au milieu des années 1980 lorsque ses collègues et lui ont d'abord cloné le gène du récepteur β-adrénergique, puis rapidement par la suite, un total de 8 récepteurs adrénergiques (dont les récepteurs de l'adrénaline et de la noradrénaline). Cela a conduit à la découverte fondamentale que tous les GPCR (qui incluent le récepteur β-adrénergique) ont une structure moléculaire très similaire. Cette structure est définie par une séquence d'acides aminés qui traverses la membrane plasmique sept fois pssant alternativement du côté intracellulaire puis du côté extracellulaire. Environ 1 000 récepteurs humains appartiennent à cette même famille. L'importance de ces GPCR est telle que tous ces récepteurs utilisant les mêmes mécanismes de base que les chercheurs des entreprises pharmaceutiques comprennent maintenant comment cibler efficacement ces protéines. Aujourd'hui, jusqu'à 30 à 50 % de tous les médicaments sur ordonnance sont conçus pour "s'insérer" comme des clés dans des serrures sur les structures similaires des récepteurs de Lefkowitz, - et comprennent des antihistaminiques, des médicaments contre les ulcères en passant par les bêta-bloquants qui aident à soulager l'hypertension, l'angine de poitrine et les maladies coronariennes. Lefkowitz est parmi les chercheurs les plus cités dans les domaines de la biologie, de la biochimie, de la pharmacologie, de la toxicologie et de la médecine clinique selon Thomson-ISI.

## Vie privée
Lefkowitz est marié à Lynn (née Tilley). Il a cinq enfants et six petits-enfants. Il était auparavant marié à Arna Brandel. En 2021, Lefkowitz a publié un mémoire intitulé A Funny Thing Happened on the Way to Stockholm: The Adrenaline-Fueled Adventures of an Accidental Scientist. Ce livre a été co-écrit par Randy Hall, qui était boursier post-doctoral au laboratoire de Lefkowitz dans les années 1990. Le livre décrit les débuts de Lefkowitz, sa formation de médecin et son mandat au sein du service de santé publique des États-Unis (les «bérets jaunes» du NIH), qui a commencé comme un moyen de remplir son obligation de projet pendant la guerre du Vietnam, mais a finalement déclenché un passion de toujours pour la recherche. La seconde moitié du livre décrit la carrière de chercheur de Lefkowitz et diverses aventures avant et après sa victoire au prix Nobel. Lors de sa publication en février 2021, le livre a été nommé New & Noteworthy par le New York Times et « l'un des meilleurs choix scientifiques de la semaine » par Nature.